# Татлије
Татлије су врста врло слатког десерта, колача, сличног укуса као баклава. Татлије су колачи од: брашна, млека, уља, сецканих ораха и сувог грожђа, преливени сирупом од шећера.
Татлије су посластица, која је у наше крајеве дошла из Турске и постала саставни део српске, македонске и бугарске кухиње.

## Припрема
Чаша уља и чаша млека се сипају у посуду која се греје док не проври а затим склони са ватре. У ову течност се уз постепено мешање додаје: пола килограма брашна, прашак за пециво, сецкани ораси и суво грожђе. Добијена смеса се разлије у претходно подмазани плех. У сировом стању се ова маса у плеху исече на једнаке коцке и пече у рерни док не добије браон боју. Док су још вруће татлије се прелију хладним шербетом.
Татлије се служе хладне тако што се исечене коцке стављају на тацну и служе гостима.